# François-Henri Raymond
François-Henri Raymond, né le 22 septembre 1914 à Paris et mort le 25 novembre 2000 à Toulouse, est un ingénieur et chef d'entreprise qui a joué un rôle déterminant dans le développement de l'informatique française dans les années 1950 et les années 1960.

## Biographie
Après un diplôme d'ingénieur de l'École supérieure d'électricité (Promotion 1937), il est un des pionniers de l'utilisation du radar en 1938-1940, puis entre en 1945 entre chez GSP, fabricant français de machines-outils, à Courbevoie, tout en étant conseiller scientifique chez Sadir-Carpentier, une entreprise d'électronique, qui l'envoie rencontrer divers acteurs de l'informatique américaine naissante, dont Howard Aiken à Harvard.
Rentré en France, François-Henri Raymond n'arrive pas à persuader Sadir-Carpentier de créer une activité de calcul électronique. Il parvient à convaincre Gaz et Eaux, l'actionnaire principal de GSP, d'investir dans une société nouvelle qu'il fonde en 1948 : la Société d'électronique et d'automatisme (SEA), qui construisit les premiers calculateurs électroniques analogiques et numériques en France, devenue en 1958 une filiale du groupe Schneider-Westinghouse. La Société d'électronique et d'automatisme prendra plus de mille brevets français et étrangers en 20 ans d'existence. Tout en dirigeant son entreprise, François-Henri Raymond enseigne et participe à la promotion d'une science nouvelle qu'il nomme en 1957 L'Automatique des informations.
L'établissement Schneider-Westinghouse de Puteaux, future place forte de Jeumont-Schneider, est le premier à utiliser et populariser le recours à la CAB500, première machine de calcul scientifique et statistiques ne nécessitant aucun aménagement spécial et permettant fonctionner en mode interactif via une machine à écrire télétype, après sa création par Alice Recoque en février 1961: 60 exemplaires étaient "en exploitation en septembre 1962". Mais en 1963, sous pression du gouvernement, il accepte que la Compagnie des Machines Bull commercialise le petit calculateur scientifique de la SEA, le CAB500, en vertu de l’accord SEA-Bull-Schneider, où la SEA confie la vente de la CAB500 à Bull et se spécialise dans le développement de produits futurs, une évolution "imposée par le ministère de l’Industrie", qui "s’avère impraticable" et jugée "dangereuse, frustrante pour les ingénieurs de la SEA, et surtout irréaliste en informatique", par l'historien car les constructeurs partenaires "tiennent à maîtriser la conception d’unités centrales".
La filiale Sepsea, chargée de vendre le CAB500, se retrouve de plus "en porte à faux", car elle commercialise les ensembles de gestion SEA 3900-4000, qui sont "en concurrence avec le Γ 30 de Bull (alias RCA 301 importé des USA)", une situation jugée "intenable, ridicule même", par François-Henry Raymon.
Trois ans après, il est l'interlocuteur de Charles de Gaulle en 1966 pour la mise en place du Plan Calcul. Le 18 juillet 1966, il a avec lui un entretien de trois quarts d’heure et à la fin, ce dernier lui a résumé les préoccupations qu'il a exprimées,, sur les enjeux qui justifient une politique nationale. Mais ensuite, le président de la République ne les respecte pas et s'enferre dans une logique d'arsenal en fusionnant les 3 sociétés privées fournissant l'Etat, en suivant "le réflexe naturel des ministères", consistant à résoudre un problème industriel, par l'incitation "à fusionner sans trop se soucier d’assortir les partenaires que l’on marie".
Lors de cette fusion, il se heurte aux intérêts de la Compagnie européenne d'automatisme électronique, qui a un parc de clients acquis sur la licence avec Scientific Data Systems et qui pèse trois fois plus lourd que la SEA. Son désir de développer des ordinateurs originaux, fondés sur les recherches menées à la SEA en partenariat avec des universités comme celle de Grenoble, est incompatible avec la politique de la nouvelle entreprise, d'où son opposition à celle-ci qui le marginalise. En 1968, il anime des débats avec le personnel dans la cantine de l’établissement de Louveciennes.
Un peu après la fusion de SEA avec CAE dans la CII, François-Henri Raymond a quitté la compagnie pour accepter un poste de professeur au CNAM. Il convainc Michel Elie, jeune ingénieur de la CII de prendre la succession de Gérard Deloche en Californie au sein de l'International Network Working Group d'ARPANET, ce qui débouchera vers une forte implication dans les réseaux.
François-Henri Raymond a présidé le Comité scientifique pour le premier colloque sur l'histoire de l'informatique en France, à Grenoble, en mai 1988.